# Politiezone Noord
De Politiezone Noord (zonenummer 5348) is een Belgische politiezone bestaande uit twee gemeenten, namelijk Kapellen en Stabroek. De politiezone behoort tot het gerechtelijk arrondissement Antwerpen.
De zone wordt geleid door korpschef Tom De Gent.
Het hoofdcommissariaat van de politiezone is gelegen aan de Christiaan Pallemansstraat 57 in Kapellen.